# باشگاه فوتبال مینه‌سوتا یونایتد
باشگاه فوتبال مینه‌سوتا یونایتد (انگلیسی: Minnesota United FC) یک باشگاه فوتبال حرفه‌ای است در سینت‌پال، مینه‌سوتا تأسیس شده و در لیگ برتر فوتبال ایالات متحده آمریکا بازی می‌کند.